# Leptometopa rufifrons
Leptometopa rufifrons is een vliegensoort uit de familie van de Milichiidae. De wetenschappelijke naam van de soort is voor het eerst geldig gepubliceerd in 1903 door Becker.